# Тростянец (Волынская область)

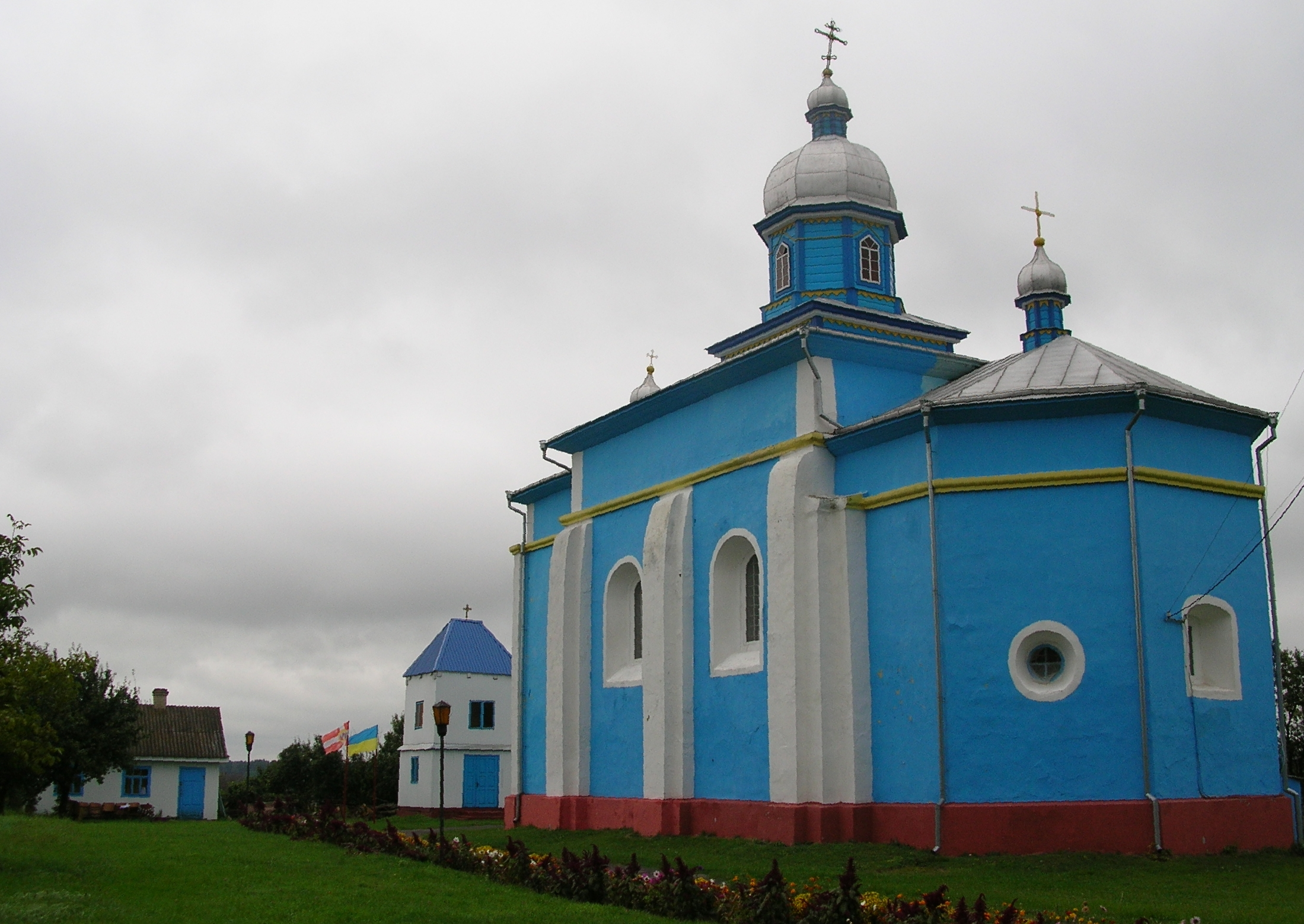
Церковь в селе

Тростяне́ц (укр. Тростянець) — село в Киверцовской городской общине Луцкого района Волынской области Украине.
До 2020 года входило в Киверцовский район.
Код КОАТУУ — 0721887201. Население по переписи 2001 года составляет 843 человека. Почтовый индекс — 45214. Телефонный код — 3365. Занимает площадь 1,443 км².